# Programma Mercury

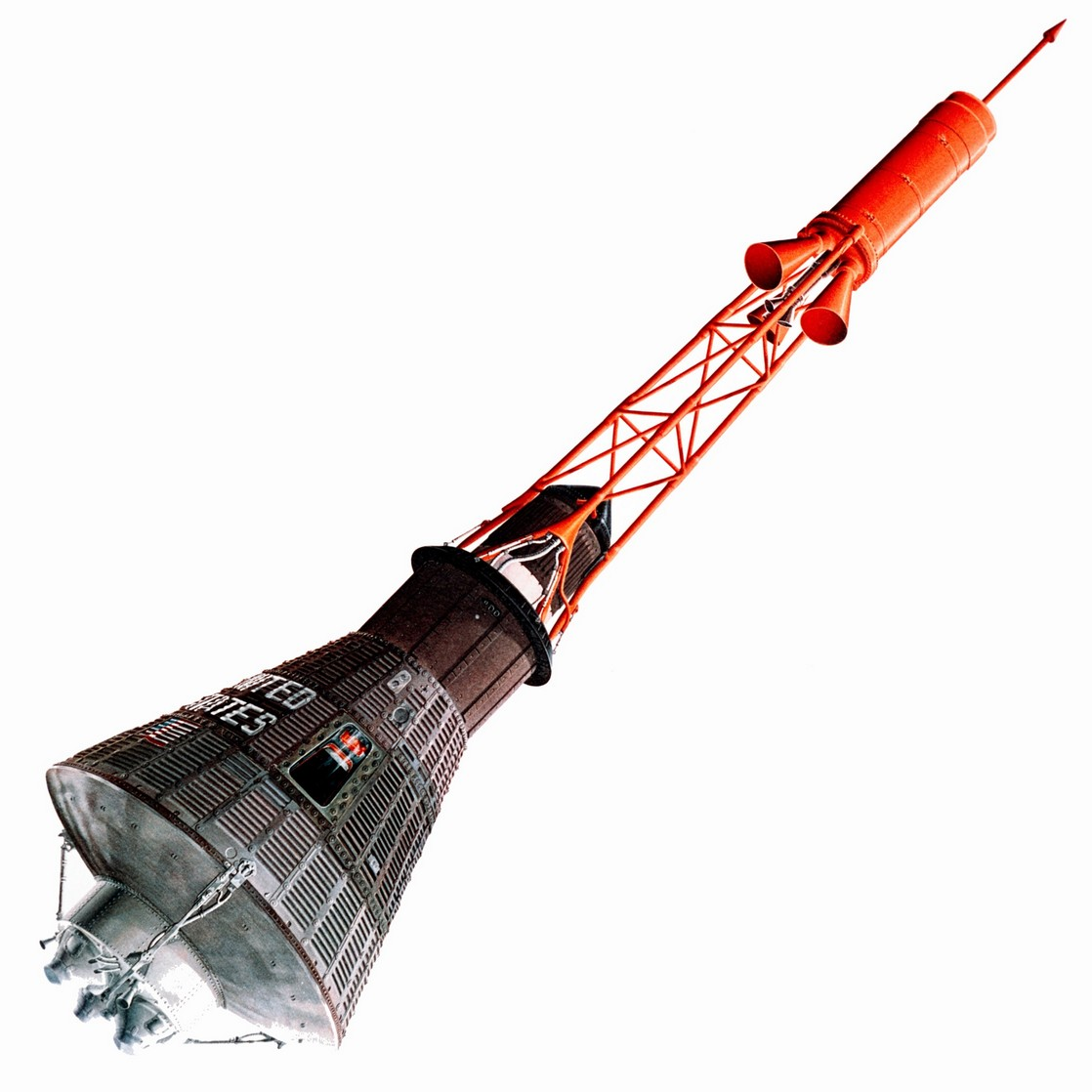
La capsula del programma Mercury

Il programma Mercury, o progetto Mercury, fu il primo programma statunitense a prevedere missioni spaziali con equipaggio. È stato attivo tra il 1958 e il 1963, durante la presidenza di Dwight Eisenhower prima e la presidenza di John Fitzgerald Kennedy poi, con l'obiettivo di mettere un uomo in orbita attorno alla Terra. La progettazione e le ricerche iniziali sono state effettuate dalla NACA (National Advisory Committee for Aeronautics), mentre il programma è stato effettuato ufficialmente dalla NASA, appena costituita.
Il nome deriva da Mercurio, il dio romano protettore dei mercanti e commercianti (oltre ad essere il pianeta più interno del sistema solare). Il programma costò l'equivalente di 2,69 miliardi di $ del 2021.

## La fase di progettazione
Agli inizi di ottobre del 1958 gli Stati Uniti d'America decisero di mettere in atto un programma di missioni spaziali con equipaggio. L'obiettivo primario dei progetti era di riuscire a lanciare una capsula spaziale con a bordo un uomo in grado di orbitare intorno alla Terra. Solo i primissimi progetti parlavano di un semplice satellite in grado di trasportare un uomo.
Per eseguire il programma, dovettero essere sia sviluppati che testati diversi sistemi. Così venne sviluppato presso il Langley Research Center un programma completamente automatico per eseguire un atterraggio con l'ausilio di appositi paracadute. Inoltre, grazie alla valida collaborazione con l'aeronautica militare statunitense - United States Air Force -, che già aveva raccolto diverse esperienze in questo campo, vennero scelti i razzi vettori per il programma ma, siccome questi erano stati costruiti per fini meramente militari, dovettero essere adattati alle esigenze del programma. Si trattò inizialmente di missili o razzi del tipo Atlas e Redstone. Allo sviluppo di quest'ultimo collaborarono in particolar modo lo staff di scienziati tedeschi diretto da Wernher von Braun.
Per sviluppare invece le capsule Mercury, vennero conferiti diversi incarichi ad oltre venti società industriali. L'ordine di produzione venne in seguito assegnato definitivamente alla McDonnell Aircraft Corporation di St. Louis, Missouri.
Il 26 novembre 1958 il progetto venne ufficialmente denominato "Programma Mercury".

## Veicolo spaziale

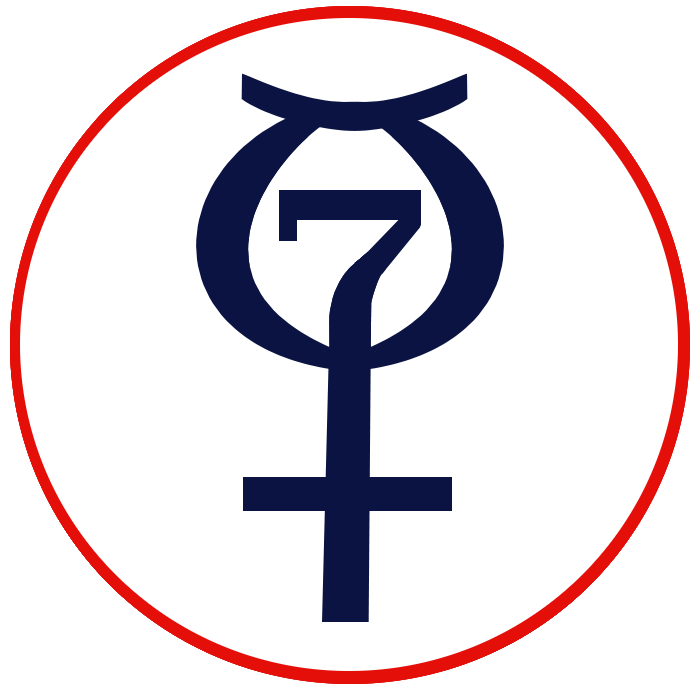
Logo della NASA, disegnato nel 1964 in memoria degli astronauti Mercury Seven, e valido retroattivamente.

I moduli spaziali del programma Mercury (chiamati capsula o capsula spaziale) erano piccoli veicoli per una sola persona; si diceva che non venissero pilotati, ma che li si indossasse. Con solo 1,7 m³ di volume, la capsula Mercury era grande a malapena per contenere il suo pilota. All'interno c'erano 120 controlli: 55 interruttori elettrici, 30 fusibili e 35 leve meccaniche. Il veicolo fu progettato da Max Faget e dallo Space Task Group della NASA.
Durante la fase di lancio della missione, i veicoli Mercury e gli astronauti erano protetti da eventuali incidenti dal Launch Escape System (LES) che consisteva in un missile a carburante solido di 23400 kg di spinta montato su una torre sopra il veicolo. Nel caso di aborto del lancio, il pilota avrebbe potuto  attivarlo per un secondo, allontanando il modulo Mercury dal veicolo di lancio difettoso. Il modulo sarebbe poi sceso con il suo sistema di recupero con paracadute. Dopo l'interruzione dell'iniettore del motore (BECO), il LES non era più utile e veniva separato dal veicolo Mercury da un missile a carburante solido da 360 kg di spinta che si attivava per 1,5 secondi.
Per separare il modulo Mercury dal veicolo di lancio, il modulo utilizzava tre piccoli razzi a carburante solido da 120 kg di spinta per un secondo. Questi razzi sono chiamati Posigrade.
Il modulo aveva solo propulsori per il controllo dell'assetto. Dopo l'entrata in orbita e prima del rientro non poteva modificare la propria orbita. I veicoli avevano tre serie di propulsori per ciascun asse (imbardata, beccheggio e rollio), riforniti da due serbatoi separati di carburante. Un set automatico di propulsori ad alto e basso potenziale e una serie di propulsori manuali potevano essere alimentati sia dal serbatoio automatico che dal serbatoio manuale. Il pilota poteva usare qualsiasi combinazione dei tre sistemi di spinta e alimentarli dai due serbatoi di carburante per controllare l'assetto del modulo.
Il modulo Mercury fu progettato per essere totalmente controllabile da terra nel caso che l'ambiente indebolisse l'abilità del pilota.
Il modulo aveva tre retrorazzi di spinta a carburante solido da 450 kg di spinta che si attivavano per 10 secondi ciascuno. Uno era sufficiente per far tornare il modulo sulla Terra se gli altri avessero fallito. Il secondo retrorazzo veniva acceso cinque secondi dopo l'attivazione del primo (mentre il primo stava ancora funzionando). Cinque secondi dopo, era il turno del terzo retrorazzo (mentre il secondo stava ancora funzionando). Questa procedura è chiamata accensione increspata.
C'era un piccolo flap di metallo sulla punta del modulo chiamato "spoiler": se il modulo avesse iniziato il rientro con la punta in avanti (questo era un altro assetto stabile per il rientro della capsula), la resistenza dell'aria sullo "spoiler" avrebbe girato il modulo per il più opportuno assetto di rientro "di schiena", usando lo scudo termico.
Le capsule Mercury, essendo suborbitali, incontrarono temperature di rientro non particolarmente alte e usarono uno scudo termico in berillio. Le missioni orbitali invece incontrarono una frizione atmosferica maggiore che causarono temperature più alte durante il rientro, dovendo quindi usare scudi ablativi.
La NASA ordinò la produzione di 20 moduli, numerati da 1 a 20, alla compagnia aeronautica McDonnel di St. Louis, Missouri.
Cinque dei 20 moduli non volarono: erano i moduli numero 10, 12, 15, 17 e 19. Due moduli privi di equipaggio andarono distrutti durante i voli (i n. 3 e 9). Il modulo n. 11 affondò e fu recuperato sul fondale dell'oceano Atlantico dopo 38 anni. Alcuni moduli furono modificati dopo la produzione iniziale (messi a nuovo dopo l'aborto di lancio, modificati per missioni più lunghe, ecc.) e ricevettero una designazione a lettere oltre ai loro numeri: per esempio 2B, 15B. Alcuni moduli furono modificati due volte, per esempio il modulo 15 divenne prima 15A e poi 15B

## I primi test
Con l'aiuto del congegno di lancio chiamato Little Joe, già in uso per testare traiettorie balistiche, si poterono eseguire i primi test della capsula e dei sistemi di sicurezza e salvataggio.
Contemporaneamente venne introdotto, sulla base di un razzo vettore del tipo Atlas il sistema "Big Joe“, con il quale era possibile lanciare la capsula nello spazio, cioè ad un'altezza sufficiente per testare ed esercitarsi nel superare la fase critica del rientro nell'atmosfera terrestre.
Il 13 dicembre 1958 il primate Gordo venne lanciato su un missile del tipo Jupiter della U.S. Army fino a raggiungere lo spazio. Il primate vi rimase esposto per oltre 8 minuti prima di rientrare nell'atmosfera. Gordo sopravvisse sia al lancio che all'atterraggio e divenne il primo eroe dell'esplorazione spaziale statunitense.
All'inizio dell'anno 1959 venne iniziato lo sviluppo di un apposito scudo termico per la capsula spaziale da usare nel programma Mercury.

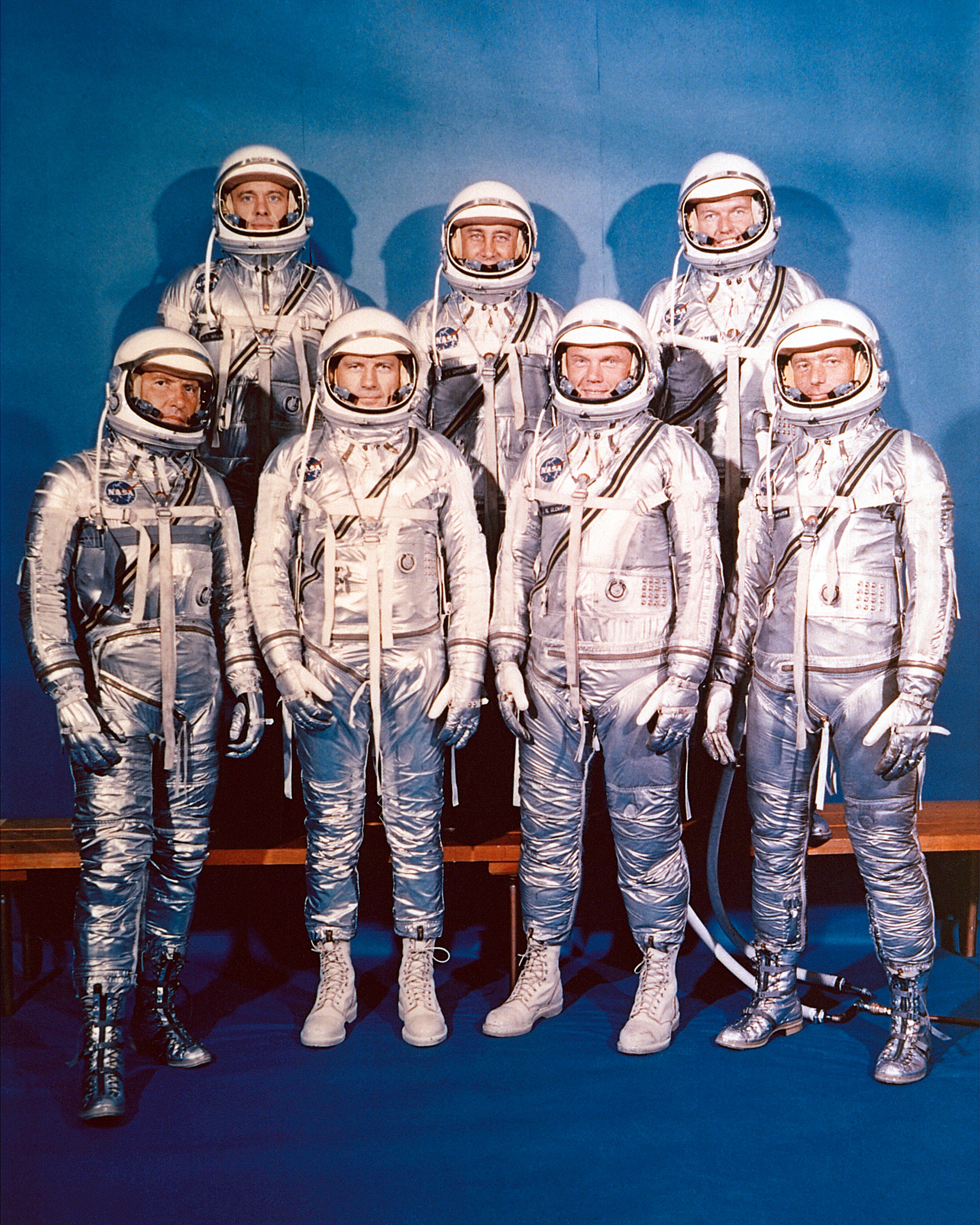
Astronauti del programma Mercury

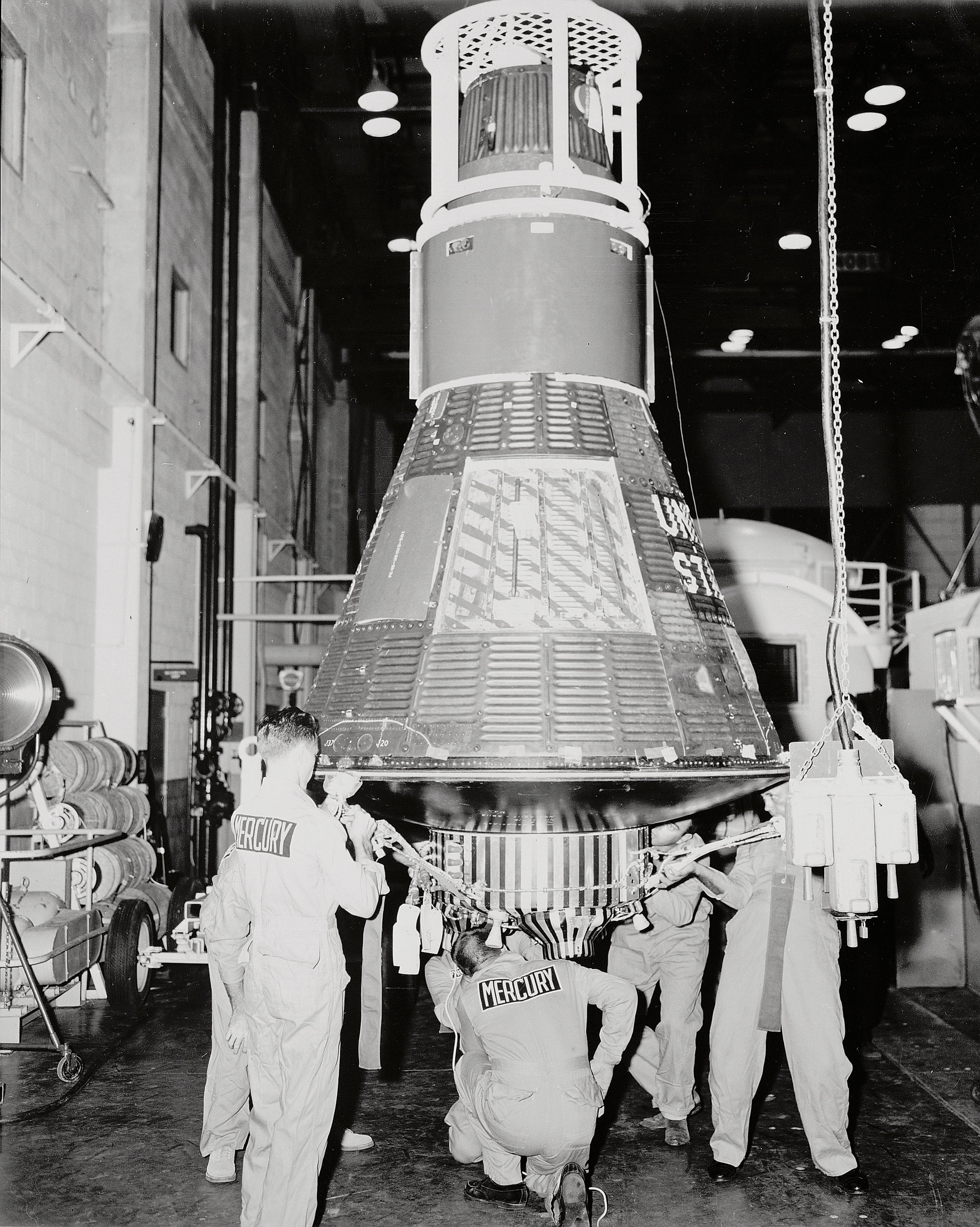
Il Mercury 9 nell'hangar a Cape Canaveral

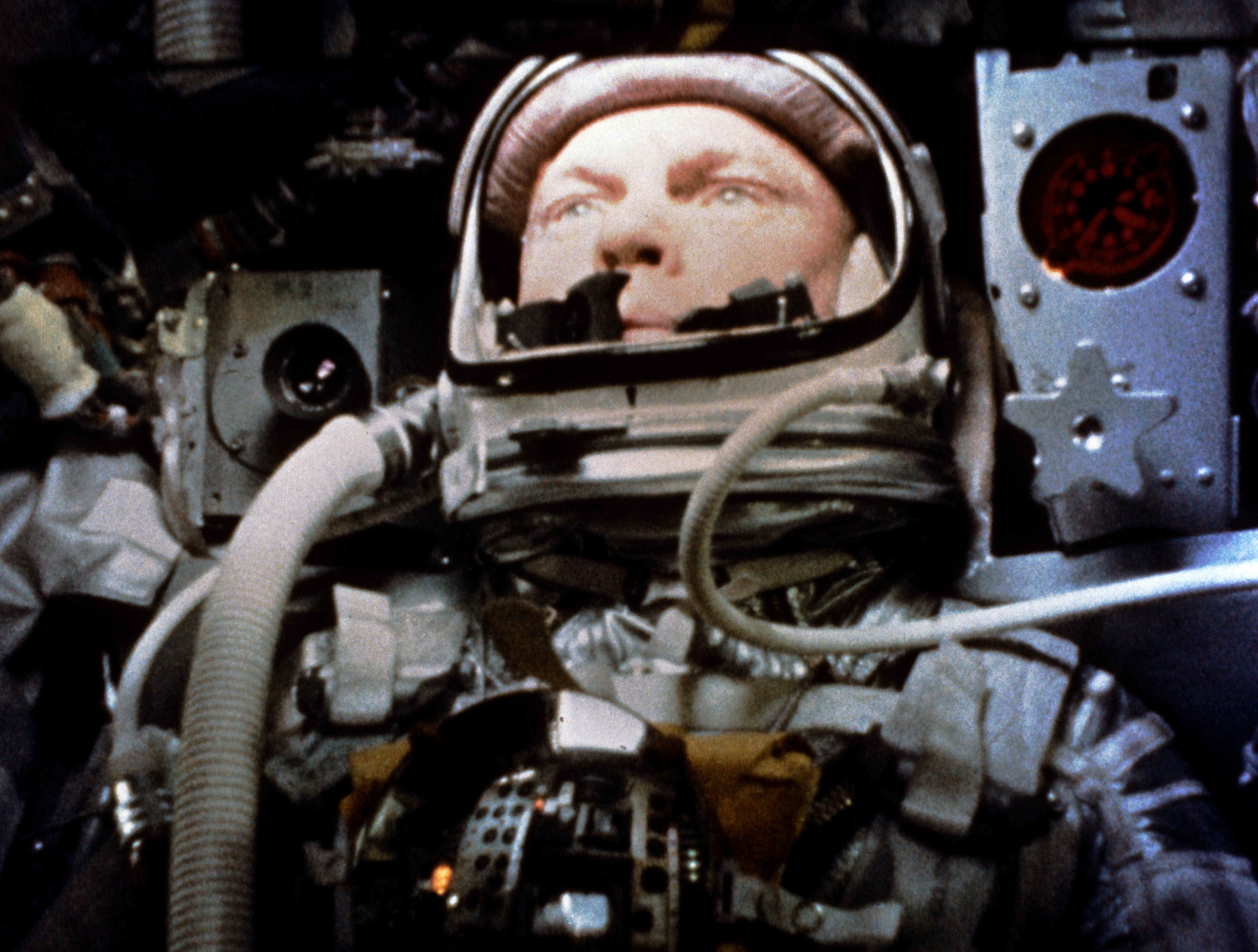
John Glenn durante la prima orbita con equipaggio umano del programma mercury, 26 febbraio 1962

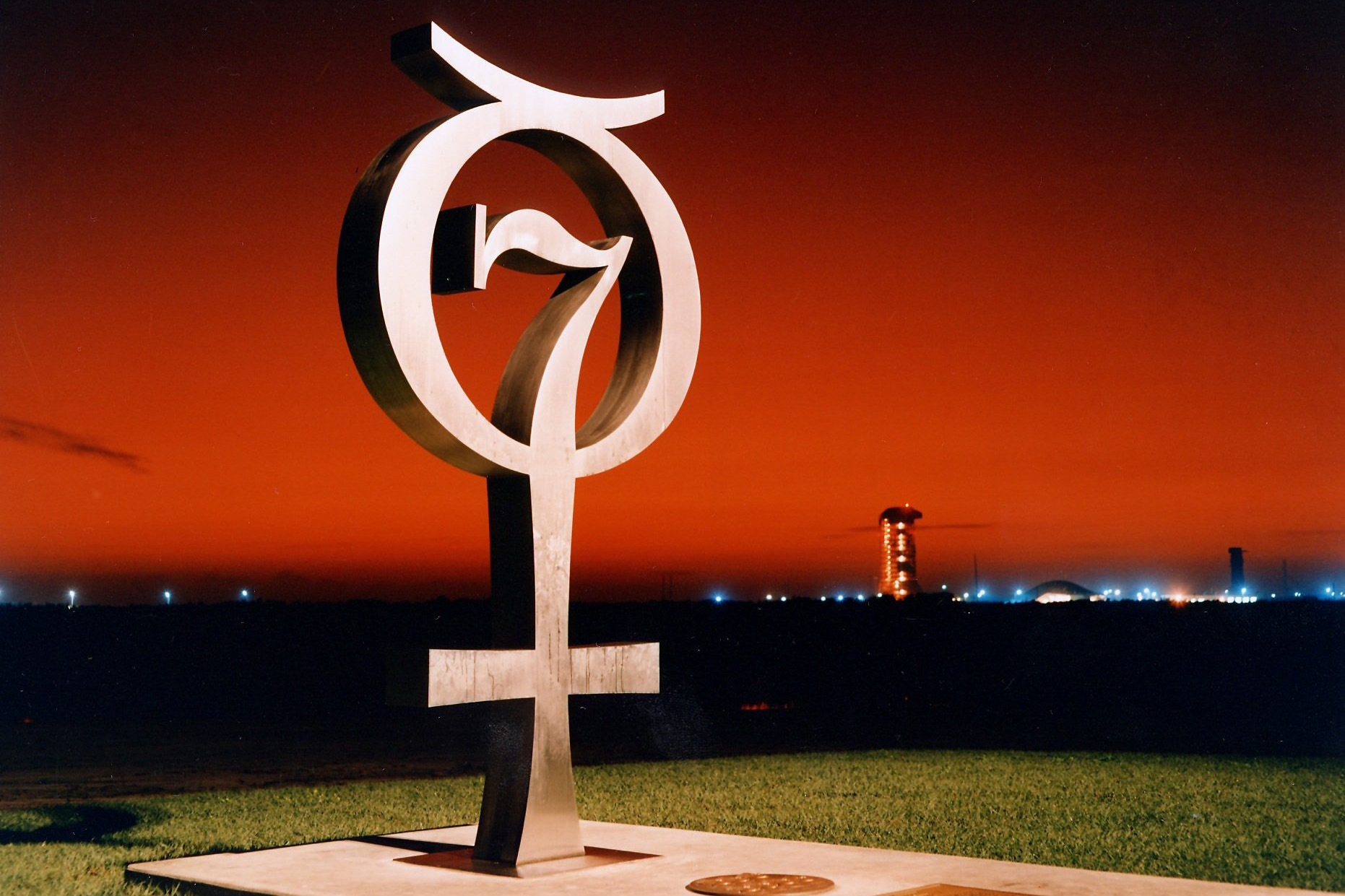
Monumento del programma Mercury

## Astronauti
I primi statunitensi ad avventurarsi nello spazio furono selezionati da un gruppo di 110 piloti militari scelti per la loro esperienza nei test di volo e perché rispondevano a specifici requisiti fisici.
Già agli inizi del 1959 erano infatti stati stabiliti i criteri su cui si sarebbe basata la scelta dei piloti che si candidarono per tale ruolo. Questi prevedevano:
- età inferiore a 40 anni
- altezza inferiore a 183,5 cm
- ottime condizioni fisiche
- titolo di studio di Bachelor
- diploma di pilota collaudatore ed abilitazione a pilotare aerei jet
- minimo di 1.500 ore di volo

I test e le esercitazioni per i candidati iniziarono a febbraio e nell'aprile del 1959 sette di questi 110 divennero ufficialmente astronauti. Sei dei sette volarono in missioni Mercury (Deke Slayton fu ritirato dal programma per le cattive condizioni del suo cuore). Cominciando con il Freedom 7 di Alan Shepard, gli astronauti dettero un nome ai loro moduli, e aggiunsero il 7 al nome per riconoscere il lavoro di squadra con i loro compagni.
Il programma Mercury ebbe sette astronauti primari, tutti precedentemente collaudatori militari, conosciuti come i 7 del Mercury. La NASA annunciò la selezione di questi astronauti il 9 aprile 1959.
- Tenente Malcolm Scott Carpenter, U.S. Navy (1925 - 2013)
- Capitano LeRoy Gordon Cooper Jr., U.S. Air Force (1927 - 2004)
- Tenente Colonnello John Glenn Jr., U.S. Marine Corps (1921 - 2016) - primo americano in orbita intorno alla Terra
- Tenente Colonnello Virgil "Gus" Grissom, U.S. Air Force (1926 - 1967)
- Tenente Comandante Walter Marty Schirra Jr., U.S. Navy (1923 - 2007)
- Tenente Comandante Alan Bartlett Shepard Jr., U.S. Navy (1923 - 1998) - primo americano nello spazio
- Capitano Donald Kent Slayton, U.S. Air Force (1924 - 1993)

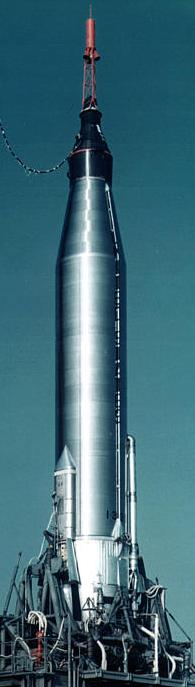
Il razzo Atlas con il Mercury 9.

## La seconda fase di test
Contemporaneamente alla scelta degli astronauti, tra febbraio e marzo del 1959, vennero eseguiti e testati diversi lanci, dei quali neanche uno riuscì.
Il sistema di salvataggio della capsula invece funzionò a perfezione durante il secondo lancio, eseguito ad aprile del 1959. La capsula venne portata, come programmato, verso le acque dell'Oceano Atlantico dove atterrò senza problemi e poté essere recuperata in breve tempo mediante l'ausilio di un apposito elicottero di soccorso.
Per testare invece la resistenza d'impatto della capsula, la McDonnell si avvalse della collaborazione del maiale Gentle Bess. La prova fu un pieno successo dato che il maiale sopravvisse all'impatto senza alcun problema. La NASA invece rifiutò di far eseguire ulteriori test con maiali, dato che questi animali non sono in grado di sopravvivere a lungo in una posizione seduta poiché per loro completamente atipica.
Vennero dunque nuovamente effettuate delle prove con primati. Il 28 maggio 1959 un razzo del tipo Jupiter portò i due primati Able e Baker nello spazio fino ad un'altezza di 300 miglia (poco più di 482 km). Atterrarono ad oltre 1.700 miglia (circa 2.736 km) da Cape Canaveral e sopravvissero al volo senza danni.
A settembre venne eseguito con successo un volo di collaudo per il programma Mercury mediante l'uso di una cosiddetta Big Joe Atlas. Vennero ottenuti importantissimi risultati ed esperienze per il calcolo dell'angolo di rientro nell'atmosfera terrestre ed in particolar modo sulle temperature che si generano durante questa fase per ottimizzare ulteriormente lo scudo termico della capsula.
Il 4 dicembre 1959 venne dunque testata completamente l'affidabilità del sistema di salvataggio, nuovamente con il sistema „Little Joe“. Il primate Sam venne lanciato, anche con l'intento di ottenere tramite il volo importanti risultati nel campo medico. Il test fu un pieno successo e Sam atterrò incolume. Un secondo test con il macaco Miss Sam, effettuato il 21 gennaio 1960 riuscì ugualmente.

## Mercury-Atlas e Mercury-Redstone
Verso la metà del 1960 vennero consegnati i primi razzi vettori del tipo Atlas e Redstone nonché le relative capsule spaziali. Il 29 luglio 1960 poté quindi essere lanciata la prima missione del programma, la Mercury-Atlas 1 (MA-1). Dopo solo 59 secondi di volo, si dovette comunque provvedere a far esplodere il razzo, essendo stato constatato un grave errore nella struttura del razzo stesso. La capsula Mercury esplose con il razzo dato che non era dotata dell'apposito sistema di salvataggio. Dopo questo insuccesso, il programma venne sottoposto ad un'accuratissima indagine di ricerca delle cause del malfunzionamento che durò per più mesi bloccando i programmi concordati in precedenza.
Durante questo periodo i sette astronauti vennero preparati al loro primo volo, dovendo eseguire diversi esperimenti e test, sia nel campo medico che di attivazione fisica. In questo periodo vennero iniziati i primi test mediante l'ausilio di una centrifuga, per simulare la resistenza alla forza di gravità. Inoltre vennero svolti diversi esperimenti in un'enorme vasca d'acqua per simulare lo stato di assenza di gravità.
La missione Mercury-Redstone 1 (MR-1) venne interrotta, quando il 21 novembre 1960 venne esclusivamente attivato il sistema di salvataggio della capsula (LES) mentre il razzo vettore si trovava fermo sulla rampa di lancio pronto per la missione. La missione sostitutiva Mercury-Redstone 1A (MR-1A) invece venne eseguita il 19 dicembre 1960 senza incontrare particolari problemi. Il veicolo spaziale raggiunse un'altezza di circa 131 miglia (circa 210 km) e venne recuperato da un elicottero di soccorso dalle acque dell'Oceano Atlantico circa 15 minuti dopo un atterraggio senza problemi.
Con la missione Mercury-Redstone 2 (MR-2) effettuata il 31 gennaio 1961, venne lanciato nello spazio lo scimpanzé Ham. A causa di piccoli errori di lancio la capsula volò molto più in alto e più lontano di quanto previsto. Lo scimpanzé sopravvisse e terminò il volo incolume. Durante il volo invece non mostrò particolar interesse ad eseguire i lavori per i quali era stato precedentemente addestrato.
Un'ulteriore missione senza equipaggio, la Mercury-Atlas 2 (MA-2), venne eseguita con altrettanto successo il 21 febbraio 1961.
La missione senza equipaggio Mercury-Atlas 3 (MA-3) del 25 aprile 1961 invece fu un completo insuccesso. Siccome, dopo il lancio, il razzo non si girò come previsto di 70° per portarsi sulla traiettoria di volo prevista, dovette essere attivato il sistema di salvataggio della capsula che poco dopo venne staccata dal razzo vettore. Il razzo del tipo Atlas venne fatto esplodere poco dopo.

## Lanci pilotati Mercury

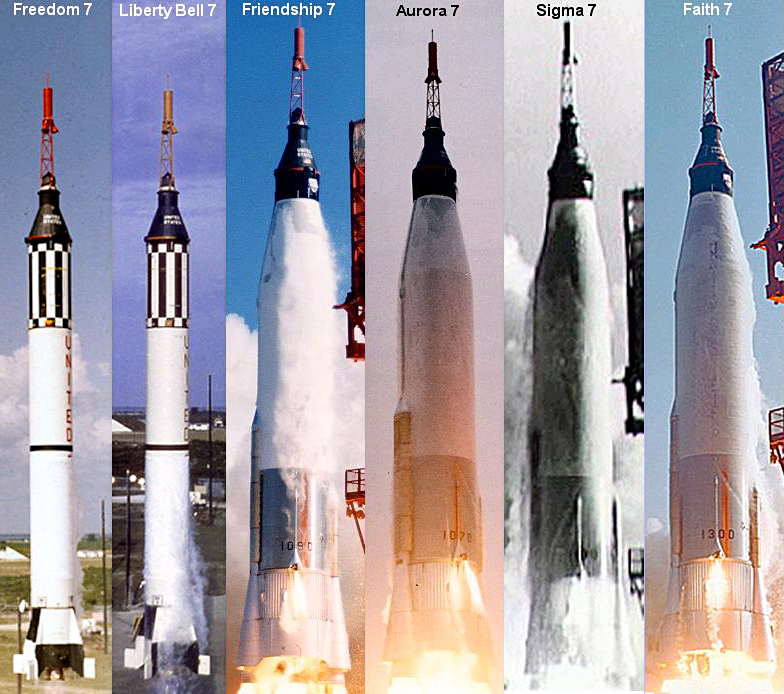
Lanci Mercury con equipaggio umano.

Con il lancio di Alan Shepard nella Mercury-Redstone 3 (MR-3) il 5 maggio 1961 iniziò l'era statunitense di voli nello spazio con equipaggio umano. Anche se i primi voli erano di semplice carattere balistico, si poté dimostrare l'affidabilità della tecnica e che poteva essere possibile esporre un essere umano agli altissimi valori di accelerazione durante le fasi di lancio e di atterraggio. Un secondo volo suborbitale venne eseguito dalla Mercury-Redstone 4. Solo con la missione Mercury-Atlas 6 venne raggiunta l'orbita intorno alla Terra.

## Cronologia dei voli
| Missione            | Nome della capsula | Lancio     | Durata        | Equipaggio           | Nota                                                                             |
| ------------------- | ------------------ | ---------- | ------------- | -------------------- | -------------------------------------------------------------------------------- |
| Little Joe 1        |                    | 21-08-1959 | 20 s          | senza equipaggio     | volo suborbitale, accensione erronea del sistema di salvataggio prima del lancio |
| Big Joe 1           |                    | 09-09-1959 | 13 min        | senza equipaggio     | volo suborbitale con parziale successo                                           |
| Little Joe 6        |                    | 04-10-1959 | 5 min         | senza equipaggio     | volo suborbitale                                                                 |
| Little Joe 1A       |                    | 04-11-1959 | 8 min         | senza equipaggio     | volo suborbitale, simulazione di lancio fallito                                  |
| Little Joe 2        |                    | 04-12-1959 | 11 min        | macaco Sam           | volo suborbitale                                                                 |
| Little Joe 1B       |                    | 21-01-1960 | 8 min         | macaco Miss Sam      | volo suborbitale                                                                 |
| Beach Abort         |                    | 09-05-1960 | 1 min         | senza equipaggio     | collaudo del sistema di salvataggio con lancio da terra                          |
| Mercury-Atlas 1     |                    | 29-07-1960 | 3 min         | senza equipaggio     | volo suborbitale, lancio fallito                                                 |
| Little Joe 5        |                    | 08-11-1960 | 2 min         | senza equipaggio     | volo suborbitale con parziale successo                                           |
| Mercury-Redstone 1  |                    | 21-11-1960 | 2 s           | senza equipaggio     | volo suborbitale, lancio fallito                                                 |
| Mercury-Redstone 1A |                    | 19-12-1960 | 15 min        | senza equipaggio     | volo suborbitale                                                                 |
| Mercury-Redstone 2  |                    | 31-01-1961 | 16 min        | scimpanzé Ham        | volo suborbitale                                                                 |
| Mercury-Atlas 2     |                    | 21-02-1961 | 17 min        | senza equipaggio     | volo suborbitale                                                                 |
| Little Joe 5A       |                    | 18-03-1961 | 5 min         | senza equipaggio     | volo suborbitale                                                                 |
| Mercury-Redstone BD |                    | 24-03-1961 | 8 min         | senza equipaggio     | volo suborbitale                                                                 |
| Mercury-Atlas 3     |                    | 25-04-1961 | 7 min         | senza equipaggio     | lancio fallito                                                                   |
| Little Joe 5B       |                    | 28-04-1961 | 5 min         | senza equipaggio     | volo suborbitale con parziale successo                                           |
| Mercury-Redstone 3  | Freedom 7          | 05-05-1961 | 15 min        | Alan Shepard         | volo suborbitale, primo americano nello spazio                                   |
| Mercury-Redstone 4  | Liberty Bell 7     | 21-07-1961 | 15 min        | Virgil "Gus" Grissom | volo suborbitale                                                                 |
| Mercury-Atlas 4     |                    | 13-09-1961 | 1 ora 49 min  | senza equipaggio     |                                                                                  |
| Mercury-Scout 1     |                    | 01-11-1961 | 44 secondi.   | senza equipaggio     |                                                                                  |
| Mercury-Atlas 5     |                    | 19-11-1961 | 3 ore 21 min  | scimpanzé Enos       |                                                                                  |
| Mercury-Atlas 6     | Friendship 7       | 20-02-1962 | 4 ore 55 min  | John Glenn           | primo americano in orbita intorno alla Terra                                     |
| Mercury-Atlas 7     | Aurora 7           | 24-05-1962 | 4 ore 56 min  | Scott Carpenter      |                                                                                  |
| Mercury-Atlas 8     | Sigma 7            | 03-10-1962 | 9 ore 13 min  | Walter Schirra       |                                                                                  |
| Mercury-Atlas 9     | Faith 7            | 15-05-1963 | 34 ore 19 min | Gordon Cooper        | Atterraggio il giorno successivo                                                 |

## La fine del programma
Il 12 giugno 1963 il programma Mercury venne ufficialmente dichiarato terminato. Siccome il Presidente statunitense John F. Kennedy aveva annunciato il 25 maggio 1961, nel suo famoso discorso davanti ai deputati del Congresso, l'obiettivo dell'allunaggio del primo statunitense entro la fine dell'allora corrente decennio, dovettero essere avviati programmi spaziali più vasti ed intensi, dato che obiettivi talmente ambiziosi non sarebbero stati realizzabili con il programma Mercury. Questo dipendeva principalmente dall'impossibilità di manovrare e pilotare la capsula, fatto assolutamente indispensabile per le manovre di aggancio da eseguire nello spazio. Il programma venne pertanto seguito dal programma Gemini, la cui fase di pianificazione era addirittura già iniziata nel 1959.

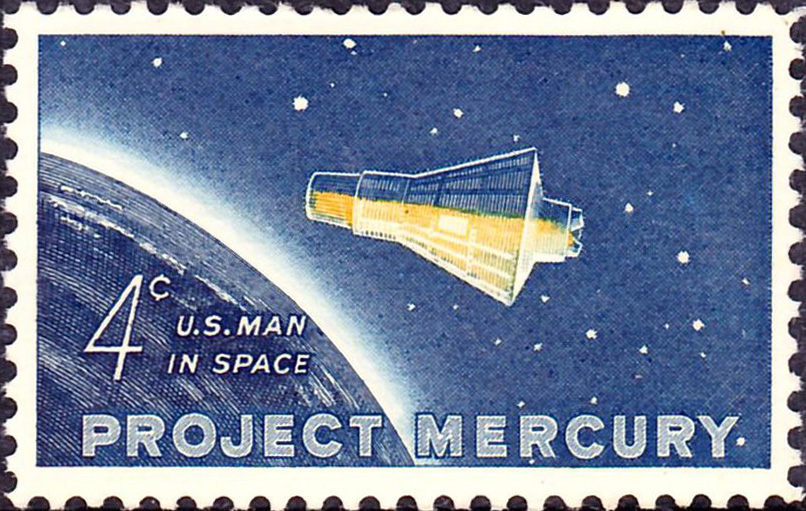
Il francobollo dedicato al programma mercury